# Universo dello specchio
L'universo dello specchio è una dimensione parallela presente nell'universo fantascientifico di Star Trek, descritta come un'ucronia distopica in cui si svolgono eventi differenti da quella narrati nella serie, seppure con gli stessi personaggi protagonisti.

## Impero Terrestre

### Storia
(Introduzione alla serie a fumetti Star Trek: The Next Generation - Mirror Broken)

#### Primo Contatto
Nell'universo dello specchio, il primo contatto con i Vulcaniani, dopo il volo della Phoenix (prima nave spaziale con propulsione a curvatura), avviene con l'uccisione da parte di Zefram Cochrane del capitano della nave vulcaniana che giunge sulla Terra. Questo fatto cambia la storia per come è conosciuta nell'universo della Federazione, permettendo un'evoluzione molto più veloce della tecnologia terrestre che, senza la guida mitigatrice dei Vulcaniani, viene utilizzata per la conquista di altri mondi. Non viene mai creata la Federazione dei Pianeti Uniti e gli Umani estendono il loro dominio incorporando le altre civiltà nell'Impero Terrestre (Terran Empire, in lingua originale). Secondo la linea temporale dell'universo dello specchio, l'Impero esisteva già all'epoca del primo contatto, sicuramente prima del 1969, anno della "conquista" della Luna.
Nella metà del XXII secolo, l'Impero ha sottomesso, trattandoli con disprezzo e superiorità, altre specie intelligenti come i Vulcaniani, gli Andoriani, i Tellariti e altri che nell'universo di Star Trek, insieme agli Umani, erano stati i fondatori della Federazione.

#### Primo crossover traMirrorePrime ‘Star Trek’ Universe
Il primo vero crossover tra i due universi avviene all'inizio del XXIII secolo, quando il capitano Gabriel Lorca della ISS Buran, nel tentativo di sfuggire alla ritorsione dell'imperatrice Georgiou, si teletrasporta dalla sua nave ma viene risucchiato nell'omonima nave dell'universo canonico scambiandosi con il Lorca canonico, il quale rimane ucciso. Nell'universo canonico la nave viene distrutta e, per non essere scoperto, Lorca assume i panni della sua controparte e divenendo in seguito il capitano della USS Discovery. Riuscirà poi a celare la propria identità e personalità manovrando occultamente tutte le attività della nave al fine di tornare nel proprio universo per rovesciare l'imperatrice. La Discovery stessa finirà nell'universo alternativo a partire dall'episodio Vostro malgrado, a causa di un malfunzionamento del motore a spore in grado di compiere salti, potenzialmente, fra due qualsivoglia punti dell'universo. Nel tredicesimo episodio della stessa serie, Il passato è il prologo, si apprende che anni prima un problema al teletrasporto causato da una tempesta ionica aveva trasferito il capitano della USS Buran dal nostro universo all'universo dello specchio.

#### L'epoca dell'Imperatore Spock
Un contatto epocale tra i due universi si ha nella metà del XXIII secolo, quando il capitano James T. Kirk, il dottor Leonard McCoy, l'ingegnere Scott e la tenente Uhura dell'Enterprise, a causa di un problema al teletrasporto, si materializzano nell'universo dello specchio mentre le loro controparti si materializzano nel canonico. Se nell'universo dello specchio non si riesce a intuire subito lo scambio, in quello canonico gli ufficiali imperiali vengono subito messi agli arresti. In questo episodio della serie classica, e anche in due della serie prequel Star Trek: Enterprise, si vede come la filosofia vulcaniana sia stata soppiantata a causa della conquista terrestre, corrompendo anche i pacifici costumi del popolo di Vulcano. Kirk e gli altri riescono infine a tornare nel proprio universo, come le loro controparti, ma lo Spock dell'universo dello specchio, molto influenzato dai due ufficiali della Federazione, divenuto in seguito Comandante supremo delle forze imperiali, darà inizio a una fase di pacificazione e riorganizzazione della catena di comando della Flotta Imperiale.
Il rinnovamento dell'Impero sembra funzionare e vi è persino un allargamento dei suoi confini, questo grazie alle politiche più concilianti e meno aggressive dell'Imperatore Spock. Il Terran Empire non è più visto come una minaccia ma come un'opportunità dai pianeti esterni. Questa svolta però porta a un impensabile (fino ad allora) alleanza tra Klingon e Cardassiani, i quali sconfiggono l'Impero Romulano e formano un'armata molto vasta con accesso a risorse e tecnologie nuove. Ciò nonostante l'Impero Terrestre potrebbe combatterle alla pari ma il nuovo leader e le sue riforme, tacciate come repubblicane, hanno portato malcontento nei più alti vertici dello stato maggiore. Tra l'altro, sono in molti a voler sfruttare l'imminente guerra per eliminare Spock, il quale scompare e viene dato per morto. La lotta per la successione e il collasso della catena di comando porta al crollo del primo Impero Terrestre.
Le riforme e il regno dell'Imperatore Spock vengono bollate dalla damnatio memoriae e questo periodo subisce un revisionismo storico che cancella quanto di positivo fatto e incolpa Spock e le sue idee progressiste come la causa unica dell'implosione dell'Impero. Nonostante non venga mai ritrovato il corpo, Spock viene archiviato dalla storia come imperatore deposto e giustamente assassinato. In realtà Spock riesce a mettersi in salvo protetto da pochi fedelissimi, rimanendo nascosto per diversi decenni ed è ancora vivo nel XXIV secolo. Tale possibilità emerge quando il capitano Picard prende con la forza il controllo del vascello da guerra Enterprise D, un progetto portato avanti segretamente dall'Impero terrestre, ormai ridotto all'interno dei confini del sistema terrestre ma ancora indomito e votato a creare un'arma definitiva che cambi il corso della storia. Le risorse sono però scarse e le possibilità di un contrattacco all'alleanza Klingon-Cardassiani è improbabile. L'occasione sembra emergere quando l'Enterprise D intercetta la nave di un contrabbandiere piena di risorse e metalli rari indispensabili alla flotta.
L'origine è sconosciuta ma, sotto tortura, il prigioniero rivela che lavora per il presunto morto imperatore Spock che pare sappia dove procurarsi tali materiali. Picard ordina a Data di rintraccia l'ex-leader, temendo che stia complottando un ritorno al potere, fatto che vuole scongiurare in quanto lui stesso mira al trono della Terra. Data, nonostante la difficoltà a reperire informazioni e usando ogni mezzo possibile, scopre l'ubicazione di un ormai anziano Spock che gli rivela l'esistenza di un universo alternativo in cui c'è una Federazione al posto dell'Impero e che, probabilmente, è ancora vitale e prospera.
Data ottiene con la forza le informazioni per recarsi in questo universo parallelo ed elimina Spock. Una volta tornato sull'Enterprise, Picard decide di compiere il salto nell'universo alternativo per procurarsi, in segretezza, materiali, schiavi e persino navi per ottenere la forza militare per un golpe sulla Terra. Il secondo passo sarebbe quello di dotarsi di una nuova flotta, a discapito della Federazione, e attaccare di sorpresa i nemici dell'Impero (o di quello che ne rimane). Gli autori di tali eventi (considerati canonici) sono David e Scott Tipton, i quali collocano durante la quarta stagione della serie TV The Next Generation il primo crossover e interazione tra il Picard dell'universo dello specchio e quello dell'universo standard. Questo è anche il periodo della morte di Spock e quindi la fine della sua epoca nell'universo dello specchio.
La drammatica situazione della Terra nell'universo a specchio si viene a sapere durante il terzo e il quarto contatto tra i due universi, avvenuti tra il maggiore Kira Nerys ed il dottor Julian Bashir (durante la serie Star Trek: Deep Space Nine). Anche questi eventi hanno ripercussioni nell'universo dello specchio, scatenando una reazione dei ribelli dell'ex Impero terrestre e dei Romulani, questa volta contro l'Alleanza Klingon-Cardassiana. I ribelli, alla fine della serie, riescono a ottenere la libertà catturando il Reggente dell'Alleanza.

### Cultura

#### Cultura
L'Umanità del XXII secolo dell'universo dello specchio è una specie feroce e brutale dedita alla conquista e all'assoggettamento di altri mondi e culture. Inoltre, oltre ad essere in alcuni campi più progredita (ad esempio raggiunge velocità curvatura 7), per molti aspetti culturali e comportamentali ricorda i Klingon e i Romulani. Molta importanza ha l'onore, è diffusa la pratica di impegnarsi in scontri fisici, anche mortali, per la conquista di posizioni gerarchiche superiori e ogni individuo è pronto a tutto per conquistare posizioni e gradi migliori e superiori. È diffuso l'uso della tortura, usata contro altre specie allo scopo di estorcere informazioni, oppure per punire atti di insubordinazione, o ancora come semplice atto di sadismo (il dottor Phlox in questo universo era impegnato nella realizzazione di una cabina di tortura insieme a Malcolm Reed). La Discovery, nel XXIII secolo, apprende inoltre che a volte gli Umani si cibano persino di alcune specie intelligenti come i Kelpiani.

#### Politica
Riguardo al sistema politico, si hanno scarsissime notizie: si sa solo che, differentemente dai Romulani e dai Klingon, l'Impero è governato da un imperatore forte ed autoritario (Hoshi Sato in questo universo, grazie alla tecnologia della USS Defiant, riesce a salire al trono divenendo capo supremo dell'Impero nella seconda parte dell'episodio In uno specchio oscuro).
Nella serie Star Trek: Discovery, mentre nell'universo canonico scoppia la guerra fra l'Impero Klingon e la Federazione dei pianeti uniti, in seguito alla battaglia delle stelle binarie, nell'universo dello specchio diversi popoli, fra cui Klingon, Andoriani e Vulcaniani, hanno stretto alleanze segrete contro l'Impero terrestre dando vita una lotta di resistenza contro gli umani che farà cadere l'Impero e favorirà l'ascesa dell'Alleanza tra i Klingon e i Cardassiani.
L'Alleanza Klingon-Cardassiana del XXIV secolo è una delle maggiori potenze dei quadranti Alfa e Beta. Essa nasce dall'unione dell'Impero Klingon con l'Impero Cardassiano per rovesciare definitivamente l'Impero terrestre e prenderne il posto. Non si conosce la data precisa della sua creazione ma a quanto viene riferito dall'intendente Kira Nerys, si pensa che sia nato durante la vita del capitano Kirk, dopo il 2267. Diventa poi l'unica potenza del quadrante dopo la conquista dell'Impero Stellare Romulano e dell'Impero Terrestre, schiavizzando poi Umani, Vulcaniani e Romulani mentre non è noto il destino delle altre specie che i Terrestri avevano schiavizzato, tutte tranne i Bajoriani che diventano una delle culture più influenti nell'Alleanza.

### Tecnologia

#### Agonizzatore
Ogni membro della ISS Enterprise indossa un dispositivo portatile triangolare, che può essere utilizzato per punirlo quando trasgredisce a un ordine o commette una scorrettezza. Questo dispositivo viene chiamato "agonizzatore" (in inglese handheld agonizers).

#### Cabina dell'agonia
Nell'Impero Terrestre viene sviluppato un dispositivo di tortura che infligge un tremendo dolore, che può continuare per giorni e giorni, senza causare alcun danno fisico. Tale dispositivo è conosciuto con il nome di "cabina dell'agonia" (in inglese agony booth) ed è stato sviluppato dal dottor Phlox e dal maggiore Malcolm Reed a bordo della ISS Enterprise nel 2155, come un'alternativa alle tradizionali forme di punizione.

## In altri media

### Fumetti
- La versione dell'Universo dello specchio dei personaggi di The Next Generation ci viene mostrata per la prima volta nella miniserie a fumetti Star Trek: The Next Generation - Mirror Broken, pubblicata dalla casa editrice statunitense IDW Publishing tra marzo e dicembre 2017 per un totale di 6 albi (nn. 0-5).[12] Gli autori dei testi sono David e Scott Tipton, mentre i disegni sono realizzati da J. K. Woodward.[13] La storia è in continuity con quella della principale del franchise e quindi con riferimento alle serie televisive, da quella classica a Discovery, inclusi i film cinematografici realizzati fino al 2002 con l'uscita di Star Trek: Nemesis. La miniserie copre una questione lasciata aperta dal fatto che nella serie televisiva non ci viene mai mostrata la versione alternativa di Jean-Luc Picard e del suo equipaggio.[12] In Mirror Broken ci viene mostrato che dopo 70 anni dalle riforme volute da Spock,[12] l'Impero terrestre si è indebolito ed è collassato, sconfitto dall'Alleanza tra Klingon e Cardassiani (come già accennato nella serie televisiva Deep Space Nine), l'ultimo baluardo di resistenza è rimasto il sistema terrestre, strenuamente difeso dalle ultime forze dell'Impero.[13] Il capitano Picard si trova a comandare una nave antiquata, la Stargazer.[13] Una volta arrivato su Marte presso la Utopia Planitia Fleet Yards ha modo di appurare che le voci di un nuovo vascello di classe Galaxy sono reali. Si tratta di un nuovo tipo di nave da combattimento superiore a tutte quelle dell'Impero e dei suoi nemici e che può essere l'arma segreta che darà una svolta all'inesorabile declino dell'Impero Terrestre.[13] Il nome di questa nuovo vascello è “Enterprise D” e uno degli ingegneri ad esso assegnato è Geordi La Forge, un suo ex-sottoposto.[13] Il comando è stato però dato a Jellico, così Picard decide di tentare l'azzardo e prendersi il comando dell'Enterprise con la forza, e per farlo si affida a suoi uomini più fidati: Data, Reginald Barclay, Deanna Troi (l'inquisitore) e lo stesso La Forge.[13] Inoltre spera di avere l'appoggio del primo ufficiale dell'Enterprise, William Riker, che non ha fiducia nelle doti del suo capitano Jellico.[13]
- Star Trek the Next Generation - Through The Mirror: miniserie sequel di Broken Mirror, scritta da David Tipton e Scott Tipton e pubblicata da IDW nel maggio 2018. La storia vede un crossover tra i due universi dove l'equipaggio dell'Enterprise di The Next Generation viene a contatto con le loro versioni dell'universo dello specchio, introdotte in Broken Mirror.
- The Next Generation: Terra Incognita, serie sequel delle due precedenti che pone al centro della storia la versione del universo dello specchio di Reginald Barclay. Viene pubblicata dalla IDW tra luglio e dicembre 2018.

### Videogiochi e giochi di ruolo
- Diversi videogiochi di Star Trek sono ambientati o hanno riferimenti all'universo dello specchio.[14] Tra essi, lo sparatutto in prima persona Star Trek: Voyager - Elite Force, il MMOG Star Trek Online e il simulatore Star Trek: Shattered Universe ambientato interamente nell'universo dello specchio. Vi è poi il gioco di ruolo Star Trek Roleplaying Game e per il tablet Star Trek: Attack Wing.[14]

## Filmografia
- Star Trek:
  - 2x04 - Specchio, specchio (Mirror, Mirror )
- Star Trek: Deep Space Nine:
  - 2x23 - Attraverso lo specchio (Crossover)
  - 3x19 - Sisko nello specchio (Through The Looking Glass)
  - 4x20 - Lo specchio infranto (Shattered Mirror)
  - 6x08 - Resurrezione (Resurrection)
  - 7x12 - Lo specchio invisibile (The Emperor's New Cloak)
- Star Trek: Enterprise:
  - 4x18 - In uno specchio oscuro (prima parte) (In A Mirror, Darkly: Part 1)
  - 4x19 - In uno specchio oscuro (seconda parte) (n A Mirror, Darkly: Part 2)
- Star Trek: Discovery:
  - 1x09 - Vostro malgrado (Despite Yourself)
  - 1x10 - Il lupo dentro (The Wolf Inside)
  - 1x11 - Sfrenata ambizione (Vaulting Ambition)
  - 1x12 - Il passato è il prologo (What's Past Is Prologue)
  - 3x09 - Terraferma (prima parte) (Terra Firma: Part 1)
  - 3x10 - Terraferma (seconda parte) (Terra Firma: Part 2)
- Star Trek: Lower Decks:
  - 2x08 - Io, Excretus (I, Excretus)
- Star Trek: Section 31

## Fumetti
- (EN) Tipton David, Tipton Scott e Woodward J.K., Star Trek: The Next Generation - Mirror Broken, San Diego, California, IDW Publishing, 2018.